# Antoine-Noé Polier de Bottens
Pour les articles homonymes, voir Polier (homonymie).
Antoine-Noé Polier de Bottens, né le 14 décembre 1713 à Lausanne, et mort le 9 août 1783 dans la même ville, est un pasteur et théologien protestant suisse vaudois. Il est très engagé dans le fonctionnement du séminaire de Lausanne dont il est président de 1759 jusqu'à sa mort en 1783. Il est auteur de plusieurs entrées dans l'Encyclopédie de Diderot et d'Alembert.

## Biographie
Antoine-Noé Polier de Bottens descend d’une famille noble originaire de Villefranche-de-Rouergue, réfugiée à Lausanne pour faits de religion au XVIe siècle. Il est le fils de Jean Jacques Polier, banneret, et de Salomé Jeanne Elisabeth Quisard.
Il fait ses études de théologie à Lausanne et à Leyde où il obtient un doctorat en 1739. Polier est pasteur à Lausanne dès 1743, nommé « premier pasteur » de sa classe en 1766. 
Ayant fait la connaissance de Voltaire en Allemagne, il engage celui-ci à s'établir à Lausanne, pour faire éditer ses œuvres par Marc-Michel Bousquet,. Il collabore pour quelques articles de sa compétence à l’Encyclopédie de Diderot et D’Alembert.

### Sources
- Pierre Larousse, Grand Dictionnaire universel du XIXe siècle, vol. 12, Paris, Administration du grand Dictionnaire universel, 1866.
- Jean-Daniel Candaux, « Jean-Antoine-Noé Polier de Bottens » dans le Dictionnaire historique de la Suisse en ligne, version du 15 avril 2009. .